# 白川部達夫
白川部 達夫（しらかわべ たつお、1949年〈昭和24年〉11月21日 - ）は、歴史学者、東洋大学教授。近世経済史が専門。

## 来歴
北海道生まれ。1972年立正大学文学部史学科卒業。1978年法政大学大学院人文科学研究科単位取得満期退学。1994年「近世村落社会の歴史的基層」で法政大学博士（文学）。金沢経済大学助教授、教授、東洋大学文学部教授。

## 著書
- 『日本近世の村と百姓的世界』校倉書房 歴史科学叢書、1994
- 『近世の百姓世界』吉川弘文館 歴史文化ライブラリー、1999
- 『江戸地廻り経済と地域市場』吉川弘文館、2001
- 『日本近世の自立と連帯 百姓的世界の展開と頼み証文』東京大学出版会、2010
- 『近世質地請戻し慣行の研究 日本近世の百姓的所持と東アジア小農社会』塙書房、2012
- 『旗本知行と石高制』岩田書院、2013
- 『近世の村と民衆運動』塙書房, 2019
- 『日本人はなぜ「頼む」のか 結びあいの日本史』ちくま新書 2019

### 共編著
- 『下野国近世初期文書集成 第1巻　都賀・寒川 1』編 文献出版、1986
- 『下野国近世初期文書集成 第3巻　安蘇・足利・簗田』竹中真幸共編 文献出版、1993
- 『近世社会と知行制』J.F.モリス、高野信治共編 思文閣出版、1999
- 『近世関東の地域社会』編 岩田書院、2004
- 『〈江戸〉の人と身分 2 村の身分と由緒』山本英二共編 吉川弘文館、2010
- 『日本生活史辞典』木村茂光・安田常雄・宮瀧交二共編 吉川弘文館 2016
- 『モノのはじまりを知る事典 生活用品と暮らしの歴史』木村茂光, 安田常雄, 宮瀧交二共著. 吉川弘文館, 2019